# Grupo ABC
Grupo ABC é um grupo empresarial brasileiro.

## História
O Grupo ABC, reunindo empresas no setor de publicidade e comunicação de marketing, foi criado no ano de 2002 por Nizan Guanaes e João Augusto Valente, tendo o Grupo Icatu como sócio investidor. . Fundado como Grupo YPY, em 2007 mudou seu nome para Grupo ABC, em menção aos diferentes pilares de atuação - publicidade (do inglês Advertising), branding e serviços de marketing, e conteúdo. 
As primeiras empresas a constituir o grupo foram as agências de publicidade Africa, MPM e DM9DDB (esta última contando com o grupo DDB Worldwide como sócio majoritário). O ABC chegou a reunir 15 diferentes empresas: além das agências originais, também fizeram parte do grupo a B/Ferraz, de eventos; a Reunion, de marketing esportivo; a Hello, de produtos digitais, NewStyle e Sunset, de marketing direto e ativação, entre outras. Chegou a ser apontado como um dos 20 maiores do mundo, no ranking Agency Report 2010, publicado em abril de 2011 pela revista norte-americana Advertising Age. 
Em 2015, foi vendido para o Grupo Omnicom, dos Estados Unidos. Em novembro de 2022, quando apenas quatro empresas se reportavam ao ABC  (Africa, DM9, CDN e Interbrand), o Omnicom  anunciou o encerramento das atividades daquela que tinha sido a maior holding brasileira de publicidade e serviços de marketing. As quatro empresas passaram a se reportar diretamente às redes globais às quais estavam ligadas.  Com o fim do Grupo ABC, Cristiano Muniz, que ao longo de três anos ocupou o posto de CEO da holding brasileira, deixou o Grupo Omnicom.

## Empresas do Grupo
- Agência Africa
- CDN
- DM9DDB
- Interbrand
- Morya
- TracyLocke
- Track
- Tribal Worldwide
- Tudo
- Sunset